# Филимоново (Рязанская область)
Филимоново — деревня в Пронском районе Рязанской области. Входит в Тырновское сельское поселение

## География
Находится в юго-западной части Рязанской области на расстоянии приблизительно 7 км на север по прямой от районного центра города Пронск.

## История
Отмечалась еще на карте 1840 года. В 1859 году здесь (Пронского уезда Рязанской губернии) было учтено 16 дворов, в 1897 — 34.

## Население
Численность населения: 156 человек (1859 год), 249 (1897), 6 (русские 100 %) в 2002 году, 1 в 2010.